# Disco promozionale
Un disco promozionale (comunemente abbreviato promo) è un supporto contenente uno o più brani musicali distribuito gratuitamente per promuovere un altro disco regolarmente in vendita. Un classico esempio è un CD mandato dall'etichetta discografica alle stazioni radiofoniche per la trasmissione della canzone via etere.

## Caratteristiche
I promo sono in genere dei singoli o degli album. Possono essere mandati alle emittenti radiofoniche, oppure alle redazioni che scrivono recensioni dei dischi in uscita, o ancora vengono distribuiti durante la presentazione alla stampa di un album. Tali dischi riportano diciture del tipo "Per uso promozionale - vietata la vendita" ("Not for sale") oppure, se il disco è identico alla versione commerciale, il codice a barre può essere cancellato o bucato. Se un promo ha lo stesso contenuto di un album commerciale, spesso la grafica è più povera e, quando il supporto è in vinile, i dischi possono essere dei white label, ovvero con l'etichetta e/o la confezione bianche. Se il promo è un singolo, di solito contiene la versione Radio Edit (più corta) della canzone e/o dei remix. Attualmente il supporto più utilizzato è il CD, ma sono o sono stati usati anche il vinile, la musicassetta, lo Stereo8 o anche, come supporti video, il VHS, il DVD e il Blu-Ray.

## La vendita dei promo
I promo, essendo prodotti in quantità limitate, sono da sempre presi di mira dai collezionisti di dischi, che cercano di entrare in possesso dei promo dei loro artisti preferiti e non perdono l'occasione per rivenderli anche a cifre elevate; eBay è un luogo prediletto per questa pratica. Una delle più grandi case discografiche al mondo, Universal Music Group, nel 2008 tentò di rendere illegale la vendita dei supporti promozionali, asserendo che essi rimangono proprietà dell'etichetta discografica e perciò la vendita di tali dischi violerebbe il copyright, ma perse la causa.